# Afric Simone
Afric Simone (rođ. Henrique Simone, 10. listopada, 1939.) je pjevač, glazbenik i zabavljač podrijetlom iz Mozambika. 
Uspeo se na europske top ljestvice svojim prvim hitom Ramaya 1975., koji je slijedila poznata pjesma Hafanana iste godine. Bio je popularan u periodu između 1975. i 1980. s obje stranje željezne zavjese. Simone je pravio turneje po zemljama istočnog bloka: Sovjetskom Savezu, Poljskoj, DDR-u i Čehoslovačkoj.

## Životopis
Rođen je u Braziliji, od strane oca Brazilca i majke Mozabikanke, ali kada je napunio 9 godina, otac mu umire i on zajedno s majkom seli u Mozambika na istočno-jugoistočnom području Afrike u glavni grad Lourenço Marques, danas Maputo.
Prvi put kad je nastupio u Maputu, menadžer ga savjetuje da preseli u London. S prvim koracima unutar show businessa u Londonu, sakupio je dovoljno iskustva da bi nastupao po drugim europskim glavnim gradovima.
Imao je sreću da ga je Eddie Barclay, francuski tajkun, primijetio tijekom nastupa u Parizu tako da odmah potpisuje ugovor s njim.
Afric Simone govori njemački, engleski, portugalski, francuski i nekoliko afričkih jezika, a njegove pjesme su napisane u Svahiliju izmješane s nekoliko riječi iz drugih jezika. 
Živu u Berlinu, sa svojom ruskom suprugom koju je susreo prije nekoliko godina na glazbenom festivalu "Discoteque 80's" u Moskvi. Nastupa na TV galama u Francuskoj, Italiji, Njemačkoj i Litvi.

## Diskografija

### Singlovi
- 1975. – Ramaya/Piranha (Barclay Records, BRCNP 40066)
- 1976. – Hafanana/Sahara (Barclay, BRCNP 40072)
- 1976. – Aloha-Wamayeh / Al Capone (Hansa Records, 17 586 AT)
- 1977. – Maria Madalena/Aloha (Barclay)
- 1977. – Playa Blanca/Que Pasa Mombasa (Musart Records, MI 30387)
- 1978. – Playa blanca/Marabu (Barclay)
- 1980. – China girl/Salomé (Barclay)

### Albumi
- 1976. – Ramay (Barclay, 70024)
- 1977. – Afric Simone (Barclay)
- 1978. – Afric Simone 2 (Barclay)

### CD-ovi
- 1989. – Best of Afric Simone (re-edition 2002. with bonus tracks)